# BK Peresvet-SFedU
Basketbolnyj kloeb Peresvet-SFedU (Russisch: баскетбольный клуб Пересвет-Южный федеральный университет) is een professionele damesbasketbalclub uit Rostov aan de Don, (Rusland).

## Geschiedenis
De club werd opgericht op 16 februari 2006 als "Rostov-Don". In 2012 werd de club tweede om het Landskampioenschap van Rusland in de (divisie B). In 2014 werd de club wel Landskampioen van Rusland in de (divisie B). Op 1 september 2014, na ondertekening van een overeenkomst met de Southern Federal University, veranderde de naam "Rostov-Don-SFedU". In 2018, 2019, 2020 en 2021 werd de club weer eerste om het Landskampioenschap van Rusland in de (divisie B). Op 2 september 2021 ging de Southern Federal University en BK Rostov-Don-SFedU samenwerken met de ANO DPO Sport en Schietvereniging Club Peresvet. Ze kregen met "Peresvet-SFedU" een nieuwe naam. In het seizoen 2021/22 speelde Rostov in de Russische superliga.

## Erelijst
- Landskampioen Rusland: 5 (divisie B)
  - Winnaar: 2014, 2018, 2019, 2020, 2021
  - Tweede: 2012

## Bekende (oud)-spelers
- Jelena Chartsjenko
- Jelena Gogija
- Maria Kalmykova
- Aleksandra Kirina
- Anastasia Maksimova
- Daria Prosoloepova
- Aleksandra Stoljar
- Anna Zaitseva

## Bekende (oud)-coaches
- Tatjana Troitskaja (2006-2010)
- Aleksandr Kovalenko (2011-2012)
- Ainars Zvirgzdiņš (2012-2013)
- Aleksandr Fedorenkov (2013-2014)
- Nikolaj Tanasejtsjoek (2014-2015)
- Andrej Babitsjev (2015-2017)
- Dmitri Fedosejev (2017-heden)